# Diduga fulvicosta
Diduga fulvicosta är en fjärilsart som beskrevs av George Francis Hampson 1891. Diduga fulvicosta ingår i släktet Diduga och familjen björnspinnare. Inga underarter finns listade i Catalogue of Life.